# Храм Святителя Иннокентия Иркутского
Храм Святителя Иннокентия Иркутского — православный храм в Кировском районе Хабаровска в честь Святителя Иннокентия, возведённый в 1869 году на склоне Военной горы, вблизи правого берега реки Чердымовки.

## История
Иннокентьевский храм освящён 23 июня 1870 года.
С 1899 по 1917 год действовала церковно-приходская школа, также при церкви было кладбище, на котором покоился прах первых поселенцев поста Хабаровка, погребённых в 1859—1874 гг. К комплексу Иннокентьевской церкви относились дом причта и здание лечебницы Александро-Ксеньевской общины, построенное после 1893 года.
Храм был перестроен в камне по ходатайству протоиерея Успенского собора Александра Протодиаконова перед Благовещенской Духовной Консисторией и по проекту инженером-полковника В. Г. Мооро и капитана Н. Г. Быкова в 1896—1898 годах. К Храму Святителя Иннокентия были причислены части Приамурского военного округа включая штаб с командой, топографический отдел, местный лазарет, управление воинского начальника с командой, вещевой и аптечный склад.
Иннокентьевский храм был закрыт богоборцами в 1931 году, здание использовалось для хозяйственных нужд. Вскоре, после закрытия в 1931 году Иннокентьевского храма, стало планомерно разрушаться и находившееся на его территории кладбище. Лишь некоторые могилы, по настоянию близких, были перенесены на действующее городское кладбище.
С 1964 по 1992 год в здании храма работал Хабаровский планетарий, вход был устроен через алтарь. Работы по возрождению храма начались в 1991 году, в октябре 1992 года здание храма было возвращено Русской православной церкви МП, а уже в 1993 году возобновилась просветительская деятельность. 28 августа 2004 года у алтарной стены возрождённого храма, епископом Хабаровским и Приамурским Марком был торжественно освящён каменный поклонный крест с надписью: "Сей поклонный крест установлен на месте погребения первых жителей г. Хабаровска, в святительство Преосвященнейшего Марка, епископа Хабаровского и Приамурского, попечением Виктора Андреевича Лопатюка, генерального директора ЗАО «Артель старателей „Амур“, в лето от Рождества Христова 2004».

## Духовенство
Настоятель храма:
- Иеромонах Софроний (Медведенко)

Клирики храма:
- Иерей Василий Морозов
- Иерей Александр Пискун